# Дорога в Занзибар
«Дорога в Занзибар» (англ. Road to Zanzibar) — музыкальная кинокомедия режиссёра Виктора Шерзингера с участием Бинга Кросби, Боба Хоупа и Дороти Ламур. Вторая часть цикла-гепталогии «Дорога на...», снятый киностудией «Paramount Pictures» в 1941 году. Решением Национального совета кинокритиков США картина вошла в десятку лучших фильмов года.

## Сюжет
Два мелких американских мошенника Чак Рирдон (Кросби) и Хуберт Фрейзер по кличке «Бесстрашный» (Хоуп) промышляют на ярмарках крупных африканских городов продажей билетов на зрелищные аттракционы, в основе каждого из которых — лишь мошеннические трюки. Тем не менее, им удаётся собрать более 5000 долларов США. Используя эти деньги, товарищи ввязываются в сомнительные сделки, в основе которых — продажа прав на алмазные копи. В результате они зарабатывают ещё две тысячи, но им приходится скрываться от преследования шайки авантюристов.
Добравшись до одного из городков, Чак и Хуберт знакомятся с двумя молодыми девушками, которые позже также оказываются мелкими мошенницами. Компания решает, что лучшая возможность замести следы — надолго отправиться в джунгли на сафари. В экзотическом путешествии они попадают то в лапы диких животных, то в племя людоедов, но всегда легко выходят из затруднительных ситуаций. В конце концов, герои решают возвратиться на родину уже двумя влюблёнными парами.

## В ролях
| Актёр            | Роль                      | Оригинальная роль                    |
| ---------------- | ------------------------- | ------------------------------------ |
| Бинг Кросби      | Чак Рирдон                | англ. Chuck Reardon                  |
| Боб Хоуп         | Хуберт Фрейзер            | англ. Hubert Frazier                 |
| Дороти Ламур     | Донна Латур               | англ. Donna LaTour                   |
| Уна Меркел       | Джулия Куимби             | англ. Julia Quimby                   |
| Джоан Марш       | ассистентка в аттракционе | англ. helper in Human Cannonball act |
| Дугласс Дамбрилл | работорговец              | англ. slave trader                   |

## Критика
В статье обозревателя «Variety» 1941 года подчёркивается, что хотя фильм наполнен большим количеством комедийных ситуаций, ему не хватает лаконичности и непосредственности предыдущей картины. Аналогичные заключения о «натянутости» шуток даёт критик Деннис Шварц. Рецензент «The New York Times» своё обозрение 1941 года о картине завершает замечанием, что она — не более чем лёгкая кинокомедия, где «Кросб и Хоуп шутят, Ламор поёт пару песенок, а зритель может весело провести время».

## Культурное влияние
См. Медиафраншиза «Дорога на…»